# Пробуждение (отменённый фильм)
«Пробуждение» (англ. Wake) — отменённый американский боевик по сценарию Кристофера Боррелли. В фильме должны были сняться Бен Кингсли, Пайпер Перабо, Камерон Монахэн и Эллен Бёрстин. Съёмки начались 16 февраля 2015 года в Кливленде, но остановились 26 февраля из-за финансовых проблем. Затем предполагалось, что производство возобновится через две или три недели, но оно было отложено на неопределенное время после того, как актёр Брюс Уиллис и режиссёр Джон Пог покинули производство фильма из-за проблем с финансированием и графиком.

## Описание сюжета
Рэд Форрестер возвращается к себе домой, дом своего детства находящийся на отдалённом острове, к своей родной семье после многих лет скитаний.

## В ролях
| Актёр           | Роль           |
| --------------- | -------------- |
| Бен Кингсли     |                |
| Пайпер Перабо   | Клэр Форрестер |
| Камерон Монахэн |                |
| Эллен Бёрстин   |                |

## Производство
«Deadline» впервые объявил о проекте в декабре 2014 года, что Джон Пог будет снимать боевик «Пробуждение» по сценарию Кристофера Боррелли, который Benaroya Pictures будет продюсировать вместе с Exclusive Media, DMG и Circle of Confusion. 14 января 2015 года Брюс Уиллис должен был сыграть главную роль социопата Рэда Форрестера, который возвращается в дом своего детства на отдаленном острове по поминкам своего брата. 6 февраля Бен Кингсли также присоединился к актёрскому составу фильма. 20 февраля Пайпер Перабо должна была сыграть роль Клэр Форрестер, вдовы покойного, которая также является бывшей любовницей Рэда. Камерон Монахэн и Эллен Бёрстин также должны были сняться в фильме.

### Съёмочный процесс
Основные съёмки начались 16 февраля 2015 года в Кливленде, Огайо. Весь фильм должен был быть снят в Северо-восточном Огайо, а съемки должны были закончиться 17 апреля 2015 года. 26 февраля 2015 года «Deadline» сообщил, что производство фильма было остановлено из-за финансовых проблем, и Benaroya Pictures подтвердила, что они работают быстро, чтобы получить помощь для возобновления основной съёмки примерно через две или три недели. 2 апреля 2015 года было подтверждено, что Уиллис и режиссёр Пог покинули проект из-за финансовых проблем и проблем с графиком, продюсер Ави Лернер также пытался профинансировать фильм, но не подписал контракт.